# موریس بریر
موریس بریر (انگلیسی: Maurice Barrier؛ ۸ ژوئن ۱۹۳۲ – ۱۲ آوریل ۲۰۲۰) بازیگر، خوانندگی اهل فرانسه بود. وی بین سال‌های ۱۹۶۵ تا ۲۰۰۸ میلادی فعالیت می‌کرد.
از فیلم‌ها یا برنامه‌های تلویزیونی که وی در آن نقش داشته‌است می‌توان به و کشتی به راهش ادامه می‌دهد، ازدواج مجدد، تکتاز، دو مرد در شهر، سیاه و سفید رنگی، داستان یک پلیس، باند، جرج کی؟ و کولی اشاره کرد.